# Coulanges, Allier
Coulanges là một xã ở tỉnh Allier thuộc miền trung nước Pháp.